# ألفرد هيل (قسيس)
ألفرد هيل (بالإنجليزية: Alfred Hill)‏ هو قسيس نيوزيلندي، ولد في 2 نوفمبر 1901، وتوفي في 27 أغسطس 1969.